# 菊水電子工業
菊水電子工業株式会社（きくすいでんしこうぎょう）は、神奈川県横浜市都筑区に本社を置く、各種電子計測器、産業用電源装置を製造・販売する企業である。持株会社の菊水ホールディングス株式会社が東京証券取引所スタンダード市場に上場している。

## 概要
社名の「菊水」という名称は創業者が敬愛していた南北朝時代の武将の家紋である「菊水」に由来する。菊水電子工業の前身は創業者が第二次大戦中にはじめた「七生工業研究所」に始まるが、楠木正成の「七生報国」と創業者の出身地の七生（現在の東京都日野市の一部）を重ねて、楠木正成の家紋である「菊水」を社名とした。また、創業当時新しい「電気（電波、電子）」という言葉と、古い「菊水」という言葉の組み合わせが面白いと思った事も理由としてある。

## 沿革
- 1951年（昭和26年） - 菊水電波を創立。
- 1962年（昭和37年） - 商号を菊水電子工業株式会社に変更。
- 1991年（平成3年）  - ジャスダックに上場。
- 1993年（平成5年）  - 本社を横浜市都筑区東山田に移転。
- 2017年（平成29年） - 本社機能を横浜市都筑区茅ケ崎中央に移転。
- 2022年（令和4年）
  - 4月  - 菊水電子準備株式会社及び菊水エムズ株式会社を設立。
  - 10月  - 持株会社体制に移行。菊水電子工業株式会社（初代）は販売・開発等の事業を菊水電子準備株式会社へ、製造等の事業を菊水エムズ株式会社へ、それぞれ会社分割により承継させて菊水ホールディングス株式会社へ商号変更。菊水ホールディングス株式会社は本店所在地を横浜市都筑区茅ケ崎中央に移転。菊水電子準備株式会社は菊水電子工業株式会社（2代）へ商号変更。[4]。

## 主要製品
- 直流電源装置／交流電源装置／双方向電源装置
- 電子負荷装置／通信機用計測器
- 耐電圧試験器／絶縁抵抗試験器／アース導通試験器／校正器
- 信号発生器、その他各種電子計測器

## 事業所
- 菊水ホールディングス株式会社 - 神奈川県横浜市都筑区茅ケ崎中央
- 菊水電子工業株式会社 - 神奈川県横浜市都筑区東山田
- 菊水エムズ株式会社 - 山梨県南都留郡富士河口湖町勝山

## 関連会社

### 国内
- フジテック株式会社 - 山梨県南都留郡富士河口湖町勝山[5]

### 海外
- Kikusui America, Inc. - アメリカ
- Kikusui Electronics Europe GmbH - ドイツ
- 菊水貿易（上海）有限公司 - 中国